# لاس روزاس ده مادرید
لاس روزاس ده مادرید (به اسپانیایی: Las Rozas de Madrid) یک دهستان در اسپانیا است که در بخش مادرید واقع شده‌است. لاس روزاس ده مادرید ۵۹٫۱۴ کیلومتر مربع مساحت و ۸۶٬۳۴۰ نفر جمعیت دارد و ۷۱۸ متر بالاتر از سطح دریا واقع شده‌است.

## خواهرخوانده
شهر Villebon-sur-Yvette خواهرخواندهٔ لاس روزاس ده مادرید هست.

## نگارخانه

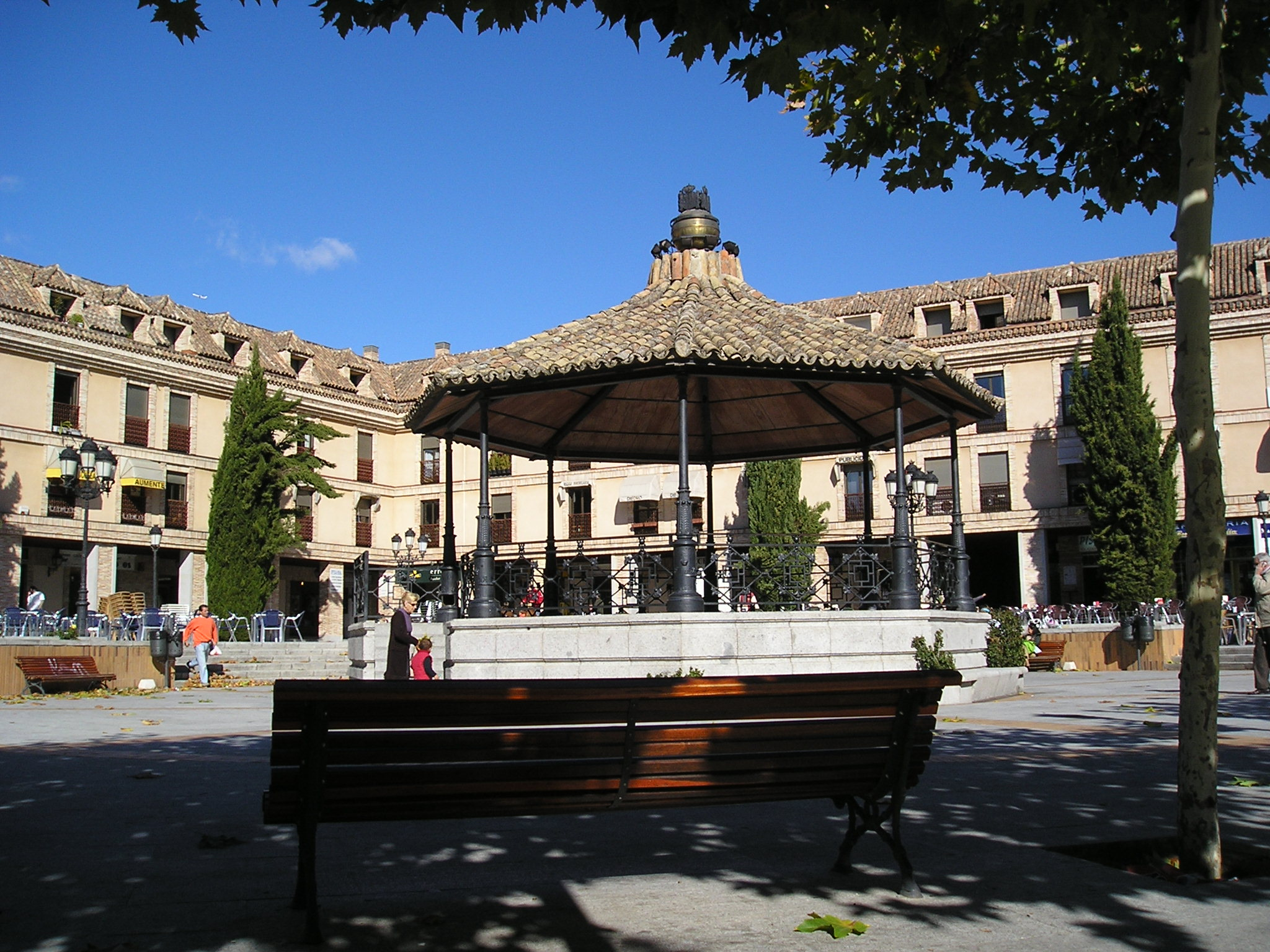
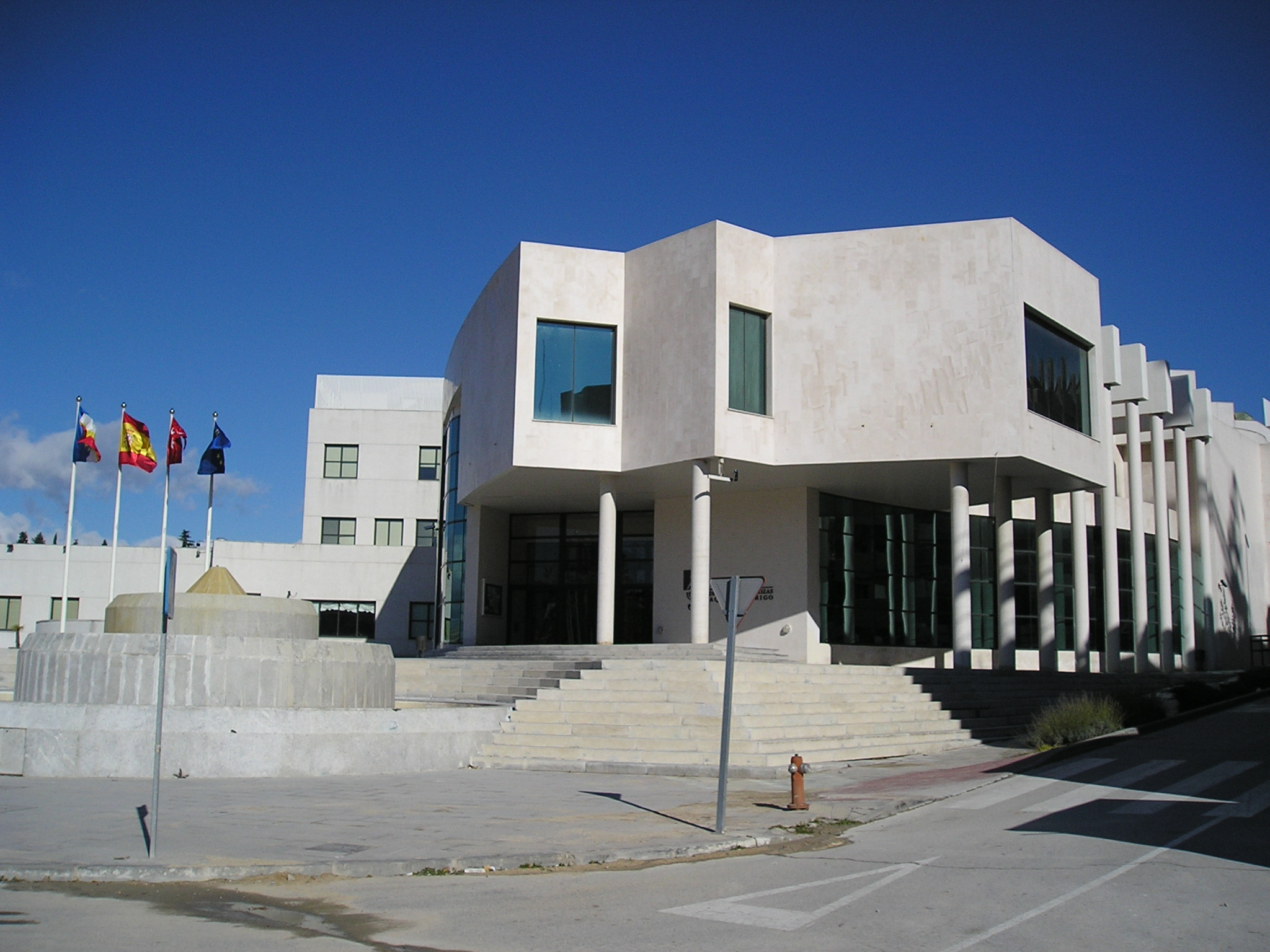
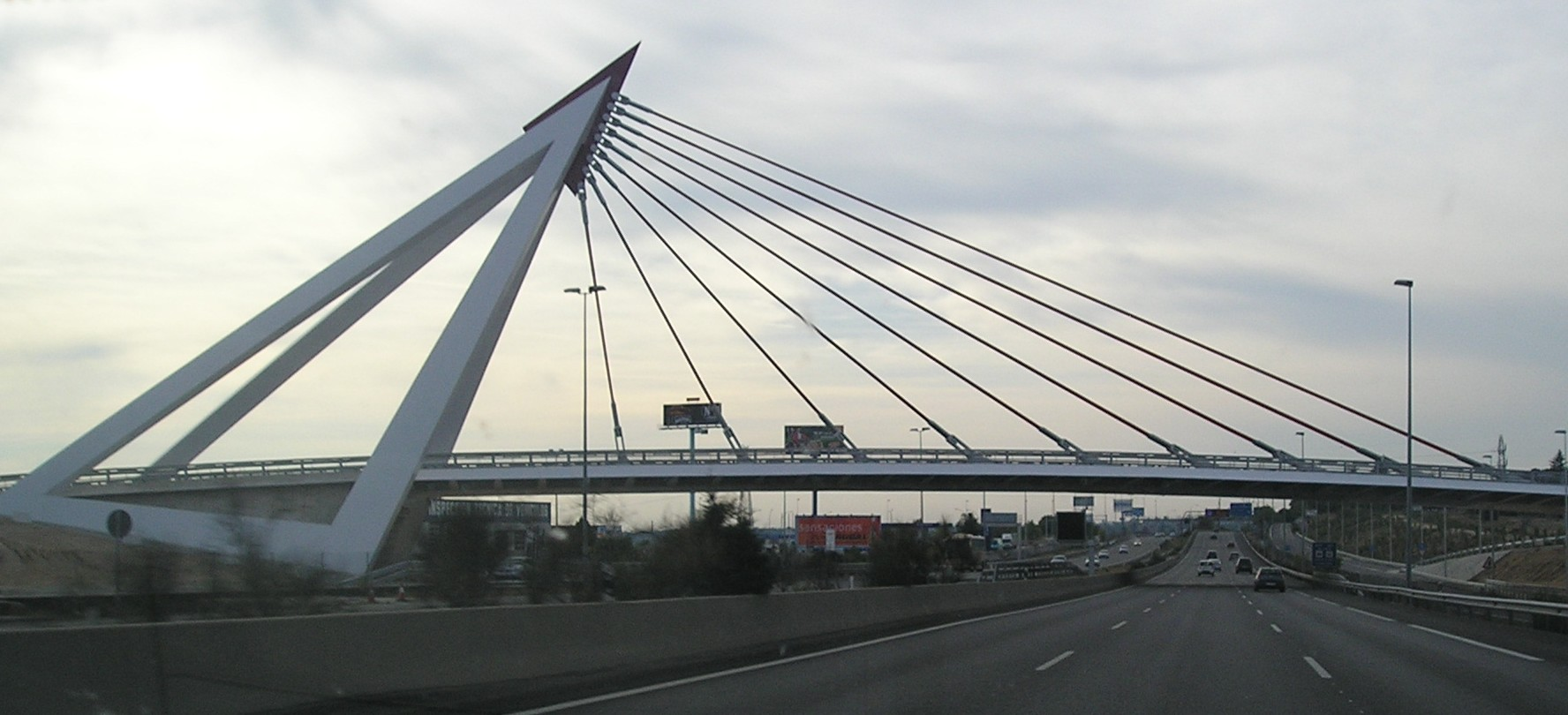